# Chicago WCT
Il Chicago WCT è stato un torneo di tennis facente parte del World Championship Tennis giocato nel 1982 a Chicago negli USA su campi in sintetico indoor.

## Albo d'oro

### Singolare
| Anno      | Vincitore      | Finalista    | Punteggio          |
| --------- | -------------- | ------------ | ------------------ |
| 1971      | John Newcombe  | Arthur Ashe  | 4–6, 7–6, 6–2, 6–3 |
| 1972      | Tom Okker      | Arthur Ashe  | 4–6, 6–2, 6–3      |
| 1973      | Arthur Ashe    | Roger Taylor | 3–6, 7–6, 7–6      |
| 1974-1981 | Non disputato  |              |                    |
| 1982      | Wojciech Fibak | Bill Scanlon | 6–2, 2–6, 6–3, 6–4 |

### Doppio
| Anno      | Vincitori                       | Finalisti                      | Punteggio     |
| --------- | ------------------------------- | ------------------------------ | ------------- |
| 1971      | Tom Okker (1) Marty Riessen (1) | John Newcombe Tony Roche       | 7–6, 4–6, 7–6 |
| 1972      | Tom Okker (2) Marty Riessen (2) | Roy Emerson Rod Laver          | 6–2, 6–3      |
| 1973      | Ken Rosewall Fred Stolle        | Ismail El Shafei Brian Fairlie | 6–7, 6–4, 6–2 |
| 1974-1981 | Non disputato                   |                                |               |
| 1982      | Anand Amritraj Vijay Amritraj   | Mike Cahill Bruce Manson       | 3–6, 6–2, 6–3 |